# 케이틀린 파커
케이틀린 앤 파커(영어: Caitlin Anne Parker, 1989년 4월 6일~)는 오스트레일리아의 권투 선수이다. 올림픽에 2회 참가하여 2024년 하계 올림픽에서 여자 미들급 동메달을 획득했다. 또한 세계 선수권 대회에서 은메달 1개, 코먼웰스 게임에서 은메달 1개, 동메달 1개를 획득했다.